# Resolució 1583 del Consell de Seguretat de les Nacions Unides
La Resolució 1583 del Consell de Seguretat de les Nacions Unides fou adoptada per unanimitat el 28 de gener de 2005. Després de recordar les resolucions anteriors sobre Israel i el Líban, incloses les resolucions 425 (1978), 426 (1978) i 1553 (2004), el Consell va estendre el mandat de la Força Provisional de les Nacions Unides al Líban (UNIFIL) durant sis mesos més fins al 31 de juliol de 2005 i va condemnar la violència al llarg de la Línia Blava.

## Resolució

### Observacions
El Consell de Seguretat va recordar la conclusió del secretari general Kofi Annan que Israel havia retirat les seves forces del Líban a partir del 16 de juny de 2000, d'acord amb la Resolució 425. Va subratllar la naturalesa temporal de l'operació de la UNIFIL i va assenyalar que havia completat dues de tres parts del seu mandat, tot expressant preocupació per una potencial escalada de la tensió.

### Actes
El Govern del Líban fou cridat a restablir la seva autoritat al sud del Líban a través del desplegament de les forces libaneses. Es va instar a les parts a garantir la plena llibertat de circulació de la UNIFIL i garantir la seva seguretat. Tant Israel com el Líban van ser convocats a complir els compromisos per respectar la línia de retirada identificada per les Nacions Unides i foren condemnades totes les violacions aèries, marítimes i terrestres de la línia, a més de mostrar la preocupació del Consell. Condemna particularment els incidents recents al llarg de la línia, que van provocar la mort de membres forces de manteniment de la pau de les Nacions Unides.
La resolució recolza els esforços de la UNIFIL per supervisar les violacions de la línia de retirada i pel desminatge, fomentant la necessitat de proporcionar mapes de la ubicació de mines terrestres. Es va demanar al Secretari General que continués les consultes amb el govern libanès i els països que aporten contingents sobre l'aplicació de la resolució actual. A més, el va dirigir a informar sobre les activitats de la UNIFIL i sobre les tasques realitzades per l'Organisme de les Nacions Unides per la Vigilància de la Treva (UNTSO).
Finalment, la resolució va concloure subratllant la importància d'una pau justa i duradora a l'Orient Mitjà basada en les resolucions pertinents del Consell de Seguretat, incloses les 242 (1967) i 338 (1973).